# 36 Degrees
"36 degrees" är en singel av Placebo från det självbetitlade debutalbumet Placebo och släpptes 1996. Det är den fjärde låten på albumet.